# John J. Collins
John J. Collins (* 1946) je starozákonní vědec a biblista původem z Irska.
Působí na Yaleově univerzitě jako profesor starozákonní kritiky a interpretace. Ve své vědecké práci se věnuje zejména apokryfní literatuře období druhého chrámu.
Je ženat s teoložkou Adelou Yarbro Collins.